# Jens Petersen (Fotograf)

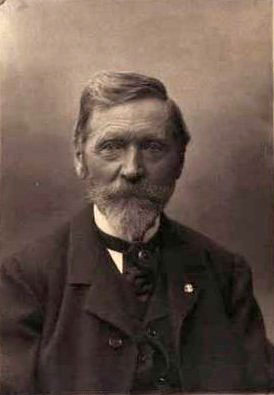
Jens Petersen

Jens Petersen (* 19. März 1829 in Brædstrup; † 1. Februar 1905 in Kopenhagen) war ein dänischer Berufsfotograf. Er gilt als Fotopionier.

## Lebensweg
Jens Petersen war ein Sohn des Hauswirts und Webers Peder Hansen (ca. 1792–1831) und dessen Frau Maren Pedersdatter (geb. ca. 1789).
Sein Berufsleben begann Jens Petersen als Angestellter eines Kaufmanns in Odense. Er war offenbar sprachbegabt: Neben seiner Muttersprache Dänisch lernte Petersen auch Französisch, Deutsch und Englisch.
In der dänischen Märzrevolution von 1848 meldete Petersen sich freiwillig, um in der Schleswig-Holsteinischen Erhebung (dänisch: Treårskrigen, „Drei-Jahres-Krieg“, 1848–1850) zu kämpfen, wurde aber – da er bei Kriegsausbruch erst 19 Jahre alt war – zunächst nicht angenommen.
Petersen begann, sich für Fotografie zu interessieren, und beschäftigte sich mit Daguerreotypie. Er erwarb im Jahr 1853 eine Fotokamera. In den Jahren 1854 und 1855 betrieb Jens Petersen ein Fotoatelier in Kopenhagen in der Vimmelskaftet Ecke Badstuestræde.
Petersen heiratete am 29. April 1855 in Kopenhagen Bernhardine Wilhelmine Charlotte Bendixen, (geb. 15. November 1825 in Kopenhagen, gest. 1. April 1904 ebenda, Tochter von Bendix Bendixen, ca. 1795–1840, und Andrea Cecilie Foigt, 1803–62). Von 1855 bis 1857 übte er sein Fotografengewerbe ambulant aus, wobei seine Ehefrau Bernhardine Wilhelmine Charlotte als Assistentin tätig war. Ab 1857 betrieb er wieder ein Fotostudio in Odense. Am 24. März 1860 wurde sein Sohn Charles Bendix Petersen in Odense geboren, der später ebenfalls Fotograf und sein Geschäftsnachfolger wurde. Am 24. November 1861 wurde in Odense seine Tochter Fanny Petersen (1861–1934) geboren, die später Malerin wurde.
Im August 1863 zog die Familie Petersen wieder nach Kopenhagen, wo Jens ein Atelier in der Østergade 15 eröffnete. Er avancierte schnell zu einem erfolgreichen Porträtfotografen.
Jens Petersen hat auch Glasplatten-Fotos von Marmorfiguren im Thorvaldsen-Museum aufgenommen.
Petersen zählt zu den frühen Kriegsfotografen; er nahm im März 1864, während des Deutsch-Dänischen Krieges (von Februar bis Oktober 1864), zahlreiche Fotos von den Kriegsschauplätzen in Dybbøl (dt.: Düppel) und Sønderborg (dt.: Sonderburg) auf, und zwar ausschließlich Stereobilder.
Im April 1864 wurde er in Dänemark zum königlichen Hoffotografen ernannt. 1865 wurde Petersen Präsident des im Jahr 1863 gegründeten Fotografischen Vereins (Den photographiske Forening). Als am 5. April 1879 als Nachfolge-Organisation der Dänische Fotografenverband (Dansk photographisk Forening) gegründet wurde, wurde wiederum Jens Petersen Vorsitzender dieser Vereinigung; ab 1894 war er deren Ehrenmitglied.
Jens Petersen erwarb das Gebäude am Kongens Nytorv 3 und beauftragte den dänischen Architekten Niels Sigfred Nebelong (* 1806, † 1871) mit der Innenausgestaltung seines Fotoateliers; der dänische Landschaftsmaler Carl Frederik Aagaard (1833–1895) malte die Dekorationen für Petersens Studio. Im Jahr 1865 zog sein Fotoatelier von der Østergade 15 in das neue Studio am Kongens Nytorv 3 um; Petersen wohnte aber auch nach dem Umzug seines Ateliers weiter in der Østergade 34.
1869 kaufte Petersen die dänischen Rechte an Josef Alberts Lichtdruckverfahren, der Albertotypie.
Petersen war der erste dänische Fotograf, der auf Bromsilbergelatineplatten (panchromatische Platten) fotografierte, die damals für Versuche mit Farbfotografie verwendet wurden.
Petersens Fotos waren 1866 in Stockholm, 1867 in Paris, 1872 in Kopenhagen und 1873 in Wien ausgestellt.
Petersen fertigte auch topografische Fotografien an, zum Beispiel für die erste Ausgabe von Jens Peter Traps Statistisch-Topografischer Beschreibung des Königreichs Dänemark („Traps Danmark“), in der Petersens Fotos als Lithografien reproduziert wurden.
In Paris beschäftigte Petersen nach eigenen Angaben acht Assistenten und erlöste 60.000 Francs pro Jahr.
Petersen erwarb um 1880 eine Solarkamera für Vergrößerungen auf Kohlepapier. Im Jahr 1880 nahm Jens Petersen seinen Sohn, Charles Bendix Petersen (geb. 24. März 1860 in Odense, gest. 30. März 1927 in Kopenhagen), in sein Fotogeschäft auf (Jens Petersen & Søn) und überließ es ihm 1889 ganz.
Petersen schrieb mehrere Artikel in fotografischen Fachzeitschriften. So verfasste er beispielsweise für die Verbandszeitschrift des Dänischen Fotografenverbandes (Beretninger fra Dansk fotografisk Forening) im Jahr 1892 den Aufsatz „Aus der Zeit der Daguerreotypie zu Hause“ („Fra Daguerreotypitiden her hjemme“) und 1896 „Die Röntgenstrahlen und die Fotografie“ („X-Straalerne og Fotografien“). Im Jahr 1889 veröffentlichte Petersen seinen Vortrag „Fotografiens Forhistorie“  („Die Vorgeschichte der Fotografie“) als Buch. Dieses Buch widmete er dem schwedisch-norwegischen König Oskar II. und erhielt dafür die schwedische Auszeichnung „für Wissenschaft und Kunst“ (Litteris et Artibus).
Petersen wurde am 8. April 1891 zum Ritter des Dannebrogordens geschlagen und 1898 als Officier d'Académie des französischen Verdienstordens Ordre des Palmes Académiques ausgezeichnet.
Am 1. April 1904 starb Jens Petersens Frau Bernhardine Wilhelmine Charlotte; am 1. Februar 1905 starb Jens Petersen im Alter von 76 Jahren in Kopenhagen und wurde auf dem dortigen Garnisonsfriedhof (Garnisons Kirkegård) beigesetzt.
Jens Petersens Sohn und Geschäftsnachfolger Charles Bendix Petersen wurde 1893 ebenfalls Hoffotograf. Er verkaufte das Atelier im Jahr 1906 an Christian Frederik Reinau (1863–1939).

## Galerie: Stereo-Fotografien von Jens Petersen aus dem deutsch-dänischen Krieg von 1864

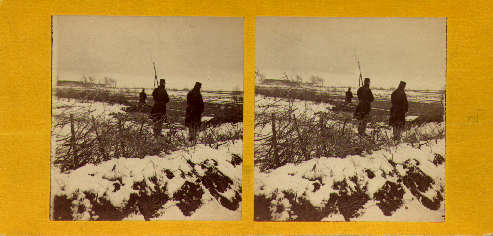
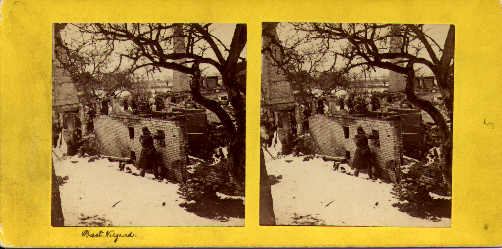
Östlich von Dybbøl
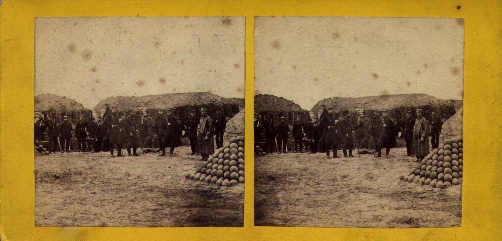
Befestigungsanlagen bei Dybbøl

## Ehrungen und Auszeichnungen
- ab April 1864 königlich-dänischer Hoffotograf
- 1889 schwedische Auszeichnung „für Wissenschaft und Kunst“ (Litteris et Artibus)
- ab 8. April 1891 Ritter des Dannebrogordens
- 1894 Ehrenmitglied des Dänischen Fotografenverbandes (Dansk photographisk Forening)
- 1898 Officier d’Académie des französischen Verdienstordens Ordre des Palmes Académiques

## Werke
- Vortrag „Fotografiens Forhistorie“ („Die Vorgeschichte der Fotografie“), 1889, Digitalisat
- Zeitschriftenaufsatz „Aus der Zeit der Daguerreotypie zu Hause“ („Fra Daguerreotypitiden her hjemme“), 1892
- Zeitschriftenaufsatz „Die Röntgenstrahlen und die Fotografie“ („X-Straalerne og Fotografien“), in: Beretninger fra Dansk fotografisk Forening, Februar 1896